# 제2차 당항포 해전
제2차 당항포 해전(第二次唐項浦海戰)은 1594년 4월 23일(음력 3월 4일) 임진왜란 당시 삼도수군통제사 이순신이 당항포 지역 인근의 왜군들을 몰아내기 위해 부하 어영담을 사령관으로 삼아 전라좌수영과 전라우수영, 경상우수영이 연합하여 출전한 6차 연합함대 출전이자 이순신의 12번째 해전이다.

## 전투 과정
1594년 4월 23일(음력 3월 4일) 삼도수군통제사 이순신은 아군 연합함대 124척을 출전시키고 부하 어영담을 시켜 당항포의 왜군들을 치게 했다. 새벽에 이순신은 함선 20척을 거제도 견내량으로 보내 수비하도록 하고 동시에 전라좌수영과 경상우수영에서 20척, 전라우수영에서 11척을 선발해 공격 함대를 선발했다.
어영담이 지휘한 함대는 창원시 진동면 진동리 진해선창에 정박하던 왜선 10척을 협공하여 창원시 진동면 고현리 읍전포에서 6척을, 고성군 회화면 어신리 어선포에서 2척을, 나머지 2척은 고성군 동해면 양촌리 법동마을 아자음포에서 격침시켰다.
이순신과 전라우수영 이억기는 나머지 함대 73척을 이끌고 학익진을 펼쳐 시위를 하고 공격하여 왜군은 결국 무너져 어영담은 여러 장수들과 함께 당항만 안으로 들어가 남은 왜선 21척을 불태워지고 패잔병들은 모두 도망쳤다.
이 해전에서 일본군은 승선을 하지도 않고 육지에주둔하고있었다.